# والوه کیرسیپو
والوه کیرسیپو (استونیایی: Valve Kirsipuu; ۵ مارس ۱۹۳۳ – ۲۰ سپتامبر ۲۰۱۷) اقتصاددان، سیاستمدار و نماینده مجلس زن اهل استونی بود.